# San Jerónimo kommun, Copán
San Jerónimo är en kommun i Honduras.   Den ligger i departementet Departamento de Copán, i den västra delen av landet, 200 km nordväst om huvudstaden Tegucigalpa. Antalet invånare är 4 529. Arean är 72 kvadratkilometer.
Terrängen i San Jerónimo är kuperad.